# Chama cha Mapinduzi
Pour les articles homonymes, voir Parti de la révolution (homonymie) et CCM.
Le Chama cha Mapinduzi (CCM) est un parti politique tanzanien créé en 1977. Le nom du parti signifie « parti de la Révolution » en swahili.
Le parti est créé le 5 février 1977 sous l'impulsion de Julius Nyerere. Il résulte de la fusion de deux partis : la TANU qui dirige la Tanzanie « continentale » ou Tanganyika depuis l'indépendance de 1961, et le Parti Afro-Shirazi qui est au pouvoir à Zanzibar. Jusqu'au 1er juillet 1992, le CCM est le parti unique de Tanzanie. Ensuite la constitution est modifiée par l'Assemblée nationale (appelée « Bunge ») pour permettre la reconnaissance d'autres partis politiques.
Sollicité depuis les années 1960 par l'URSS pour faire évoluer la Tanzanie vers un régime communiste, Julius Nyere refusera de faire évoluer ce parti politique, et la Tanzanie, vers le communisme, rejoignant ainsi plutôt une tendance de pays non-aligné, ayant de bons liens diplomatiques autant avec les pays capitalistes qu'avec ceux du bloc communiste.

## Résultats électoraux
Le CCM a remporté toutes les élections présidentielles et législatives depuis l'instauration du multipartisme en 1992, que ce soit au niveau national ou à Zanzibar (les premières élections multipartites datent de 1995 et ont lieu tous les 5 ans).
Lors de l'élection du 30 octobre 2005 pour la présidence de Zanzibar, le candidat du CCM, le président sortant Amani Abeid Karume remporte l'élection avec 53,18 % des voix. Cette victoire est contestée par l'opposition qui dénonce des fraudes et la corruption de la commission électorale de Zanzibar (ZEC). Les élections législatives de Zanzibar se tiennent le même jour, et le CCM remporte 30 des 50 sièges à pourvoir.
Jakaya Kikwete, candidat du CCM, remporte l'élection présidentielle du 14 décembre 2005 avec 80,28 % des voix. Le même jour se tiennent les élections législatives : le CCM remporte 70 % des voix, 206 des 232 sièges directs mis au scrutin.
Le 31 octobre 2010, se tiennent les élections présidentielle et législatives. Jakaya Kikwete est réélu président avec 62,8 % des voix, tandis que le CCM obtient 186 des 239 sièges directs à l'Assemblée nationale.
John Magufuli, candidat du CCM, remporte à son tour l'élection présidentielle du 30 octobre 2015, avec 58,46% des voix, battant Edward Lowassa, candidat de la coalition Chadema.

## Programme
Le programme du CCM suit initialement les idées de son fondateur Julius Nyerere et donc s'inscrit dans la continuation du programme idéologique du TANU: le socialisme africain et l'Ujamaa, un système de gestion collective de l'agriculture. Le CCM évolue ensuite vers un programme social-démocrate qui inclut des privatisations et une ouverture de l'économie au libre marché. Cette évolution vise à augmenter le niveau de vie et le taux d'emploi des Tanzaniens. Le secteur privé a vocation à développer l'économie tanzanienne tandis que l'État s'occupe des services sociaux, de la gestion des infrastructures, de la sécurité et de la défense (mission régaliennes).
Au niveau international, le CCM souhaite une entente pacifique avec ses voisins et un développement économique dans le cadre des organismes de coopérations internationaux.

## Dirigeants du CCM

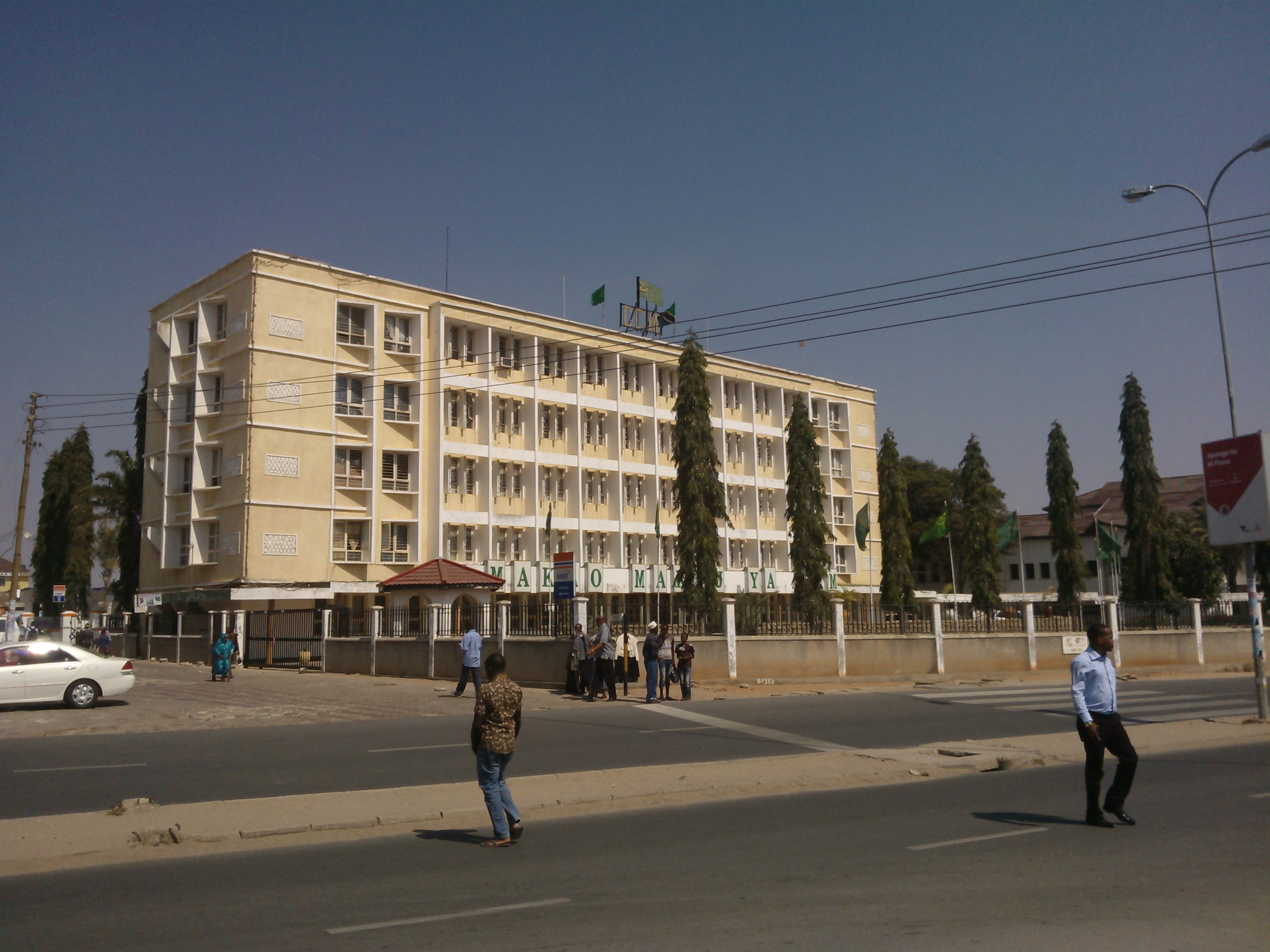
Le siège du CCM à Dodoma.

### Présidents
- Julius Nyerere (1977-1990)
- Ali Hassan Mwinyi (1990-1996)
- Benjamin Mkapa (1996-2006)
- Jakaya Kikwete (2006-2016)
- John Magufuli (2016-2021)
- Samia Suluhu Hassan (depuis 2021)

La domination du CCM sur la vie politique tanzanienne fait que chaque président du CCM a aussi été président du pays.

### Secrétaires-généraux
- Pius Msekwa (en) (1977-1982)
- Rashidi Kawawa (en) (1982-1990)
- Horace Kolimba (en) (1990-1995)
- Lawrence Gama (en) (1995-1997)
- Philip Mangula (en) (1997-2007)
- Yusuf Makamba (en) (2007-2011)
- Wilson Mukama (en) (2011-2012)
- Abdulrahman Kinana (en) (2012-2018)
- Bashiru Ally (en) (2018-2021)
- Daniel Chongolo (en) (2021-2023)[1]
- Emmanuel Nchimbi (en) (depuis 2024)[2]

## Personnalités notables
- Angellah Kairuki
- Susan Kolimba
- Samia Suluhu Hassan
- Ali Mohamed Shein